# Mon beau sapin
Pour les articles homonymes, voir Mon beau sapin (homonymie) et Tannenbaum.

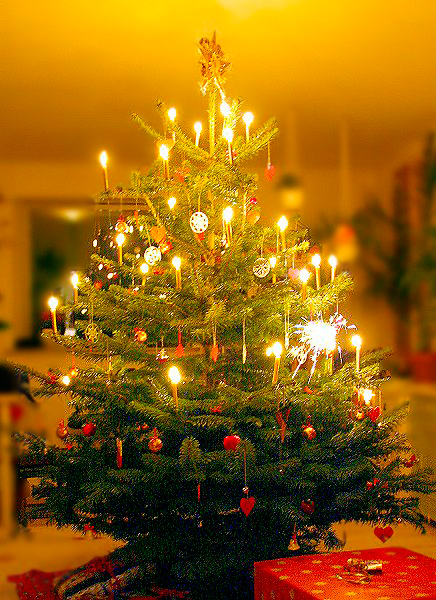
Un sapin de Noël.

Mon beau sapin est un chant de Noël d'origine allemande. Son titre original est : O Tannenbaum. La version la plus célèbre est basée sur une musique traditionnelle et un texte de 1824 composé en allemand par Ernst Anschütz, organiste et professeur à Leipzig, ville qui fait alors partie du Royaume de Prusse. La première version connue des paroles date de 1550, une autre version a été composée en 1615 par Melchior Franck. Cette chanson a été traduite dans de nombreuses langues. La musique est utilisée par le mouvement international de travailleurs « The Red Flag » (le Drapeau Rouge) ; depuis 1939, elle est aussi l'hymne officiel de l'État du Maryland aux États-Unis.

## Textes

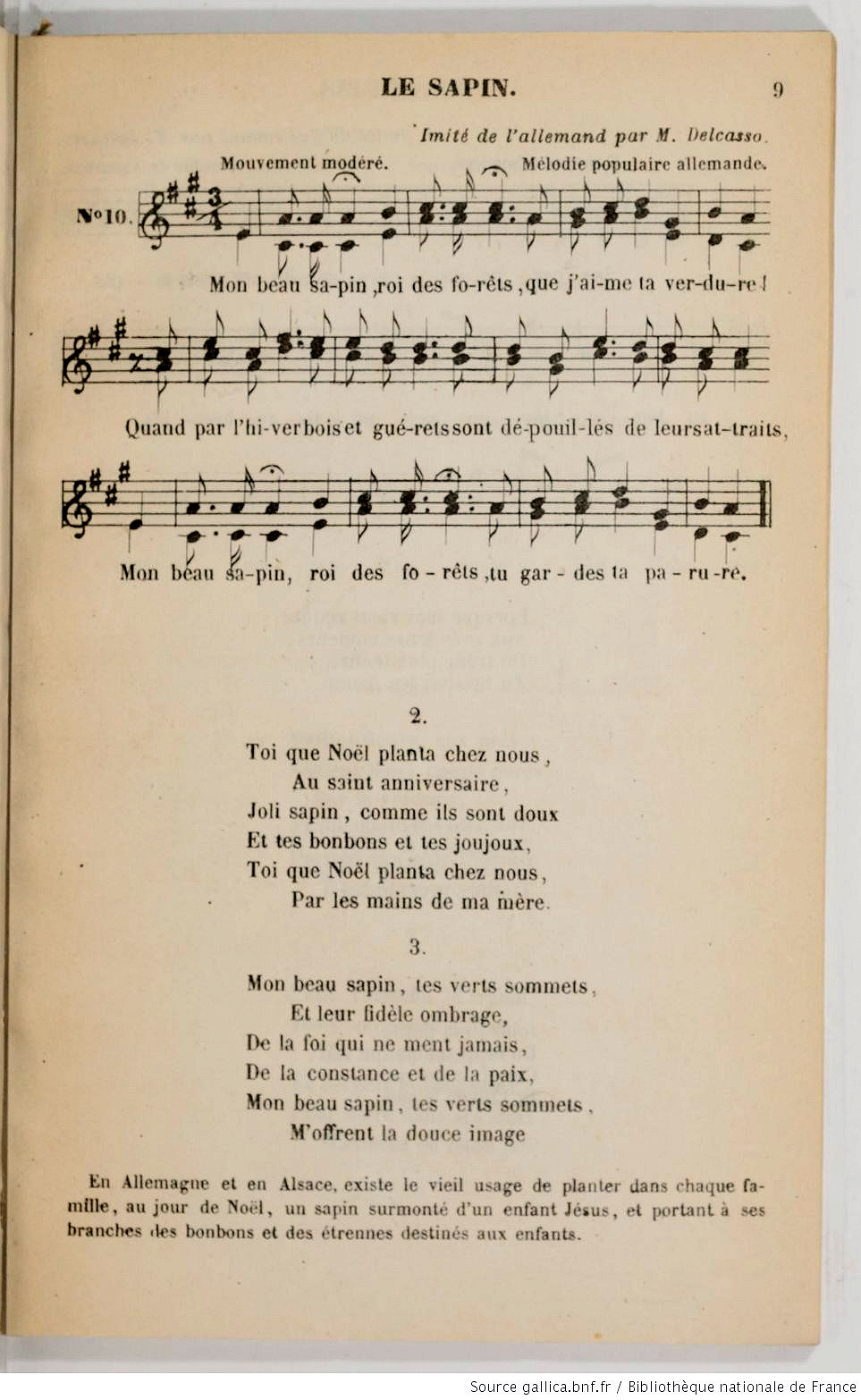
Le Sapin (1856)

Bien qu’elle soit couramment intitulée d’après son incipit Mon beau sapin, la version française a d’abord porté le titre Le Sapin. Elle a été publiée en 1856 à Strasbourg dans un recueil de chants populaires allemands librement traduits pour le public scolaire français. Les paroles sont de Laurent Delcasso (1797-1887), recteur de l’académie de Strasbourg. Elles sont accompagnées d’une partition de la mélodie arrangée pour deux voix par Pierre Gross (1823-1867), maître adjoint à l’école normale de Strasbourg.
| texte original | traduction littérale | version française de Laurent Delcasso (1856) |
| --- | --- | --- |
| O Tannenbaum, o Tannenbaum, Wie treu sind deine Blätter ! Du grünst nicht nur zur Sommerzeit, Nein, auch im Winter, wenn es schneit. O Tannenbaum, o Tannenbaum, Wie treu sind deine Blätter ! O Tannenbaum, o Tannenbaum, Du kannst mir sehr gefallen ! Wie oft hat schon zur Winterzeit Ein Baum von dir mich hoch erfreut ! O Tannenbaum, o Tannenbaum, Du kannst mir sehr gefallen! O Tannenbaum, o Tannenbaum, Dein Kleid will mich was lehren : Die Hoffnung und Beständigkeit Gibt Mut und Kraft zu jeder Zeit ! O Tannenbaum, o Tannenbaum, Dein Kleid will mich was lehren ! | Ô sapin, ô sapin Que tes aiguilles sont fidèles ! Tu ne verdoies pas seulement au temps d’été Non, aussi en hiver, quand il neige. Ô Sapin, ô sapin Que tes aiguilles sont fidèles ! Ô sapin, ô sapin Tu sais beaucoup me plaire ! Combien de fois déjà, au temps d’hiver Un arbre de ton espèce m’a grandement réjoui ! Ô sapin, ô sapin Tu sais beaucoup me plaire ! Ô sapin, ô sapin Ton habit veut m’apprendre quelque chose : L’espoir et la résistance Donnent courage et force à chaque instant ! Ô sapin, ô sapin Ton habit veut m'apprendre quelque chose ! | Mon beau sapin, roi des forêts Que j’aime ta verdure. Quand par l’hiver, bois et guérets Sont dépouillés de leurs attraits. Mon beau sapin, roi des forêts Tu gardes ta parure. Toi que Noël planta chez nous Tout brillant de lumière, Joli sapin, comme ils sont doux Et tes bonbons et tes joujoux ! Toi que Noël planta chez nous Au saint anniversaire. Mon beau sapin, tes verts sommets Et leur fidèle ombrage De la foi qui ne ment jamais, De la constance et de la paix, Mon beau sapin, tes verts sommets M’offrent la douce image. |

Dans certaines versions du texte original, la phrase "Wie treu sind deine Blätter!" au premier couplet est parfois changée en "Wie grün sind deine Blätter!" (Que tes aiguilles sont vertes !)

## Paroles en français
| August Zarnack (de) (1820) | Ernst Anschütz (1824) | Traduction de la version de 1824 |
| O Tannenbaum, o Tannenbaum, Wie treu sind deine Blätter! Du grünst nicht nur zur Sommerzeit, Nein auch im Winter, wenn es schneit. O Tannenbaum, o Tannenbaum, Wie treu sind deine Blätter!                   | O Tannenbaum, o Tannenbaum, Wie treu sind deine Blätter! Du grünst nicht nur zur Sommerzeit, Nein auch im Winter wenn es schneit. O Tannenbaum, o Tannenbaum, Wie grün sind deine Blätter! | Ô sapin, ô sapin Comme tes feuilles sont fidèles ! Tu ne verdis pas seulement en été Mais aussi en hiver quand il neige Ô sapin, ô sapin Comme tes feuilles sont vertes !        |
| O Mägdelein, o Mägdelein, Wie falsch ist dein Gemüte! Du schwurst mir Treu in meinem Glück, Nun arm ich bin, gehst du zurück. O Mägdelein, o Mägdelein, Wie falsch ist dein Gemüte!                           | O Tannenbaum, o Tannenbaum, Du kannst mir sehr gefallen! Wie oft hat schon zur Winterszeit Ein Baum von dir mich hoch erfreut! O Tannenbaum, o Tannenbaum, Du kannst mir sehr gefallen!    | Ô sapin, ô sapin Tu sais beaucoup me plaire ! Que de fois, à Noël, Un arbre comme toi m'a réjoui ! Ô sapin, ô sapin Tu sais beaucoup me plaire !                                 |
| Die Nachtigall, die Nachtigall, Nahmst du dir zum Exempel. Sie bleibt so lang der Sommer lacht, Im Herbst sie sich von dannen mach. Die Nachtigall, die Nachtigall, Nahmst du dir zum Exempel.                | O Tannenbaum, o Tannenbaum, Dein Kleid will mich was lehren: Die Hoffnung und Beständigkeit Gibt Mut und Kraft zu jeder Zeit! O Tannenbaum, o Tannenbaum, Dein Kleid will mich was lehren! | Ô sapin, ô sapin Ton habit veut m'enseigner quelque chose Espoir et stabilité Il donne tout le temps courage et force Ô sapin, ô sapin Ton habit veut m'enseigner quelque chose. |
| Der Bach im Tal, der Bach im Tal Ist deiner Falschheit Spiegel. Er strömt allein, wenn Regen fließt, Bei Dürr' er bald den Quell verschließt. Der Bach im Tal, der Bach im Tal Ist deiner Falschheit Spiegel. | | |

## Adaptation moderne
En 2006, le groupe folk rock Blackmore's Night adapte la version anglaise de la chanson sur son album de chants de Noël Winter Carols.